# Rtiščevskij rajon
Il Rtiščevskij rajon (in russo Ртищевский район?) è un rajon dell'Oblast' di Saratov, nella Russia europea. Istituito nel 1928, il suo capoluogo è Rtiščevo.